# Alūr
Alūr är en ort i Indien.   Den ligger i distriktet Hassan och delstaten Karnataka, i den södra delen av landet, 1 700 km söder om huvudstaden New Delhi. Alūr ligger 975 meter över havet och antalet invånare är 6 604.
Terrängen runt Alūr är huvudsakligen platt. Alūr ligger uppe på en höjd. Runt Alūr är det tätbefolkat, med 411 invånare per kvadratkilometer. Närmaste större samhälle är Hassan, 11,8 km öster om Alūr. Trakten runt Alūr består till största delen av jordbruksmark.